# 馬橋一家
馬橋一家（まはしいっか）とは、千葉県柏市に本拠を置く暴力団で、指定暴力団・住吉会の二次団体。

## 系譜
- 初代 - 馬橋ノ 吉五郎
- 二代目 - 鶴岡 石五郎
- 三代目 - 秋谷彦吉
- 四代目 - 植村 国之助
- 五代目 - 後藤基治
- 六代目 - 稲垣富二
- 七代目 - 柴崎靖忠（住吉会理事長）